# تئودور برگمان (بازیکن فوتبال)
تئودور برگمان (انگلیسی: Theodor Bergmann؛ زادهٔ ۸ نوامبر ۱۹۹۶) بازیکن فوتبال اهل آلمان است.
از باشگاه‌هایی که در آن بازی کرده‌است می‌توان به باشگاه فوتبال کایزرسلاوترن اشاره کرد.